# Brigitte Escofier-Cordier
Brigitte Escofier-Cordier (Angers, 22 août 1941 - Rennes, 15 juillet 1994) est une statisticienne française diplômée de l'université de Rennes, spécialisée dans l'Analyse des données. Elle travailla avec Jean-Paul Benzécri sur l'analyse factorielle des correspondances, dont elle écrivit le premier programme informatique en FORTRAN en 1965 sur l'IBM 1620 de l’université de Rennes. Elle découvrit les relations de transition reliant les points-lignes aux points-colonnes évitant ainsi une double diagonalisation mais surtout permettant une interprétation simultanée des représentations des lignes et des colonnes,,.

## Contributions
La première contribution, majeure, de Brigitte Escofier-Cordier est sa thèse intitulée L’analyse factorielle des correspondances soutenue en 1965. Ce premier exposé de l’AFC a été durant plusieurs années le seul texte disponible sur cette méthode.
Elle a par la suite réalisé de nombreux travaux, dont les principaux ont été regroupés dans un livre posthume. On trouve ci-après quelques thèmes correspondant à des chapitres de ce livre (eux-mêmes reprenant des articles publiés).
- Analyse factorielle et distances répondant au principe d’équivalence distributionnelle[Note 5]. L’équivalence distributionnelle est une propriété majeure de l’analyse des correspondances mais elle n’en est pas spécifique. Selon cette propriété, on ne change pas l'analyse en additionnant deux colonnes ou deux lignes ayant le même profil.
- Traitement simultané de variables qualitatives et quantitatives en analyse factorielle[Note 6]. Ce travail est à l’origine de l’analyse factorielle de données mixtes.
- Analyse des correspondances en référence à un modèle[Note 7]. L’analyse des correspondances décompose l’écart entre les données observées et le modèle d’indépendance. Dans l'AFC, on peut remplacer ce modèle par un autre (par exemple un modèle d'indépendance conditionnelle) : on obtient alors une famille de méthodes dont la plus utile est l’analyse conjointe de plusieurs tableaux de contingence[Note 8].
- Stabilité de l’analyse factorielle des correspondances multiples en cas de données manquantes et de modalités de faible effectif[Note 9]. Les modalités de faible effectif, qui sont souvent des modalités données manquantes, peuvent en ACM gêner l’examen d’autres structures des données. Cette variante répond à cette difficulté[Note 10].
- Analyse factorielle de très grands tableaux par division en sous-tableaux[Note 11]. Cet article indique comment obtenir les résultats d’une analyse factorielle d’un grand tableau dont la taille dépasse les capacités d’un ordinateur. Avec les Big data et la parallélisation des algorithmes, cette recherche est de nouveau d’actualité en 2013 !
- L’analyse factorielle multiple, établie avec Jérôme Pagès, mérite une mention particulière du fait de son vaste potentiel d’application et du grand nombre de travaux qu’elle a suscité. Cette méthode dont le premier exposé a été publié en 1983[Note 12] (suivi d’un exposé complet en 1984)[Note 13] est au cœur d'un livre écrit par ces deux auteurs[Note 14]. Par la suite, l'AFM a donné lieu à un autre livre[Note 15].

En marge de son activité de recherche, mais pas indépendamment, Brigitte Escofier-Cordier a aussi publié, en collaboration avec Jérôme Pagès, un livre d’introduction à la statistique.

## Œuvres
- Brigitte Cordier « Factor-Analysis of Correspondences » (19 mai 1965)  (lire en ligne, consulté le 26 février 2025)
—COLING '65
— « (ibid.) », dans Proceedings of the 1965 conference on Computational linguistics, Bonn Germany, Association for Computational Linguistics N. Eight Street, Stroudsburg, PA, 18360 United States
- Brigitte Escofier-Cordier, « L'Analyse Factorielle des Correspondances », Cahiers du BURO (Bureau Universitaire de Recherche Opérationnelle), vol. 13,‎ 1969, p. 25-59 (lire en ligne [PDF])
- Brigitte Escofier, « Analyse factorielle et distances répondant au principe d’équivalence distributionnelle », Revue de statistique appliquée, vol. 26, no 4,‎ 1978, p. 29–37 (lire en ligne [PDF])
- Brigitte Escofier, « Traitement simultané de variables quantitatives et qualitatives en analyse factorielle », Les cahiers de l’analyse des données, vol. 4, no 2,‎ 1979, p. 137–146 (lire en ligne [PDF])
- Brigitte Escofier, Analyse des correspondances. Recherches au cœur de l’analyse des données, Rennes, Presses universitaires de Rennes, 2003, 233 p. (ISBN 2-86847-810-7)
- Brigitte Escofier, « Analyse des correspondances en référence à un modèle. Application à l’analyse d’un tableau d’échanges », Revue de statistique appliquée, vol. 32, no 4,‎ 1984, p. 25–36 (lire en ligne [PDF])
- Habib Bénali et Brigitte Escofier, « Stabilité de l’analyse factorielle des correspondances multiples en cas de données manquantes et de modalités à faible effectif », Revue de statistique appliquée, vol. 35, no 1,‎ 1987, p. 41–51 (lire en ligne [PDF])
- Brigitte Escofier et Jérôme Pagès, « Méthode pour l'analyse de plusieurs groupes de variables. Application à la caractérisation des vins rouges du Val de Loire », Revue de statistique appliquée, vol. 31, no 2,‎ 1983, p. 43–59 (lire en ligne [PDF])
- Brigitte Escofier et Jérôme Pagès, « L'Analyse Factorielle Multiple », Cahiers du BURO (Bureau Universitaire de Recherche Opérationnelle), vol. 42,‎ 1984, p. 3-68
- Brigitte Escofier et Jérôme Pagès, Initiation aux traitements statistiques. Méthodes, méthodologie, Rennes, Presses universitaires de Rennes, 1997, 263 p. (ISBN 2-86847-231-1)
- Brigitte Escofier et Jérôme Pagès, Analyses factorielles simples et multiples : objectifs, méthodes et interprétation, Paris, Dunod, Paris, 2008, 318 p. (ISBN 978-2-10-051932-3)

## Articles publiés sur internet
1. ↑  Quelques éléments d'histoire de l'analyse des données à Rennes se trouvent dans l'avant-propos du congrès CARME qui s'est déroulé à Agrocampus Rennes en 2011 à l'occasion du 50e anniversaire de l'Analyse des correspondances : « Correspondance Analysis and related Methods » (consulté le 20 novembre 2011)